# Стойгнев
Стойгнев (Стоигнев, Стойгнеф, Стоинеф) (убит 16 октября 955, около Рибниц-Дамгартена) — князь (вождь) славянского племени ободритов, правивший в первой половине X века.

## Биография
Есть версия, что Стойгнев делил великокняжескую власть в союзе ободритов с Наконом.

Карта с местоположением ободритов (в середине) — главного племени ободритского союза

Впервые упоминается в хронике Видукинда Корвейского, как один из предводителей массового восстания славян против саксов Оттона I Великого.
Захватнические войны саксонских герцогов и германских императоров Саксонской династии Генриха I Птицелова и Оттона I после 929 года привели в конце концов к их владычеству над ободритами и включению в состав немецкого государства области вплоть до Одера, то есть всех земель славянских племён ободритов и лютичей.
Это вызвало сопротивление ободритов. Известно, что сражение войска Оттона I с ободритами у р. Раксы в 955 году (и победа Оттона в этой битве) происходило при поддержке саксов руянами. Причиной этого сражения была попытка ободритов оказать неповиновение саксам под предводительством двух князей — Накона и Стойгнева.
Сражающиеся ободриты не смогли устоять перед саксонской конницей и были разбиты.
Спасавшийся бегством Стойгнев бежал в лес, где был убит немецким солдатом, который был щедро вознаграждён после представления Оттону отрубленной головы вождя. Около 1100 саксов были убиты и 2000 ранены в бою. Славяне потеряли 4500 человек убитыми и 2000 ранеными. После боя голова Стойгнева была насажена на кол, и возле этого места было казнено семьсот захваченных славян. Советнику Стойгнева отрезали язык и выкололи глаза.